# Conscience (film 1911)
Conscience è un cortometraggio muto del 1911 diretto da David W. Griffith.

## Trama
A colazione, Howard Raymond minaccia scherzosamente la moglie per la cattiva qualità del caffè. Poi si reca a caccia. Durante la battuta, la donna viene colpita da un altro cacciatore, restando uccisa. La domestica, che aveva assistito alla scena della mattina, immagina che l'assassino sia il marito.

## Produzione
Il film fu prodotto dalla Biograph Company e venne girato a Carter-Carnon, in California.

## Distribuzione
Distribuito dalla General Film Company, il film - un cortometraggio in una bobina - uscì nelle sale statunitensi il 9 marzo 1911.